# Csobánc vára
Csobánc vára Veszprém vármegyében, a Csobánc hegyen található. A 13. században épült, ma rom. Régészeti feltárása folyamatban van.

## Fekvése
A Csobánc-hegy a Balaton vízgyűjtő területének északi részén, a Balaton-felvidékkel határos Tapolcai-medence keleti részén található, Gyulakeszitől keletre és Diszel községtől délre található. A vár a 376 m magas 260x190-es átmérőjű lapos hegyfennsíkon található. Belső vára a plató délnyugati részén épült fel, amit 15–26 m-es átmérőjű árok és földsánc vesz körül és választja el a fennsík többi részétől. Külső vára lényegében az egész hegytetőt magába foglalja csekély falmaradványokkal, ugyanakkor felszínén különféle kialakítású gödrök vannak.

## Név eredete
Csobánc neve a "Csobán" szó kicsinyítő képzős változata. A török eredetű szó jelentése magyarul „pásztor”.

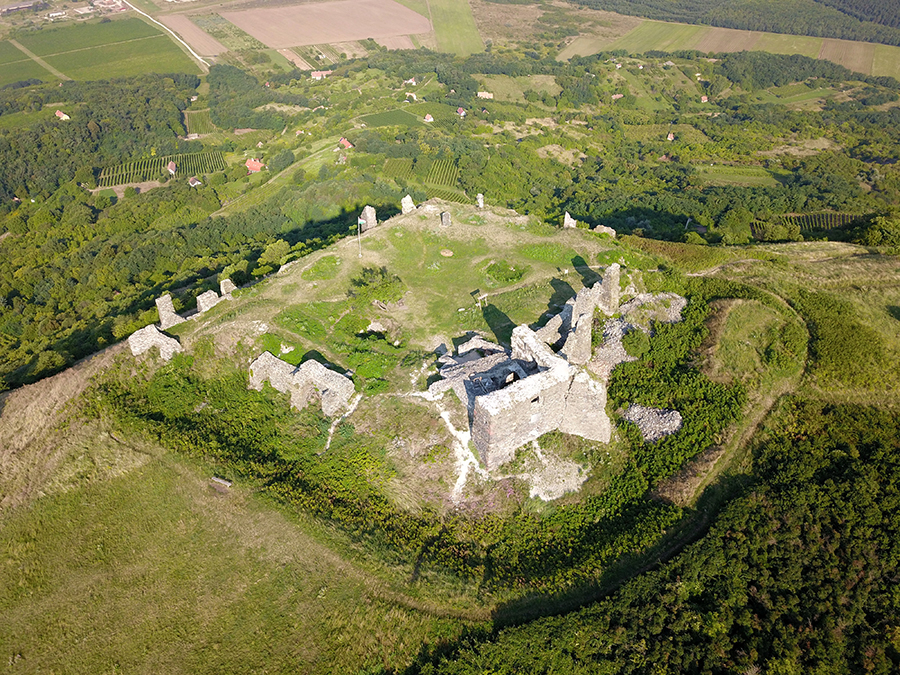
Csobánc vára légi felvételen

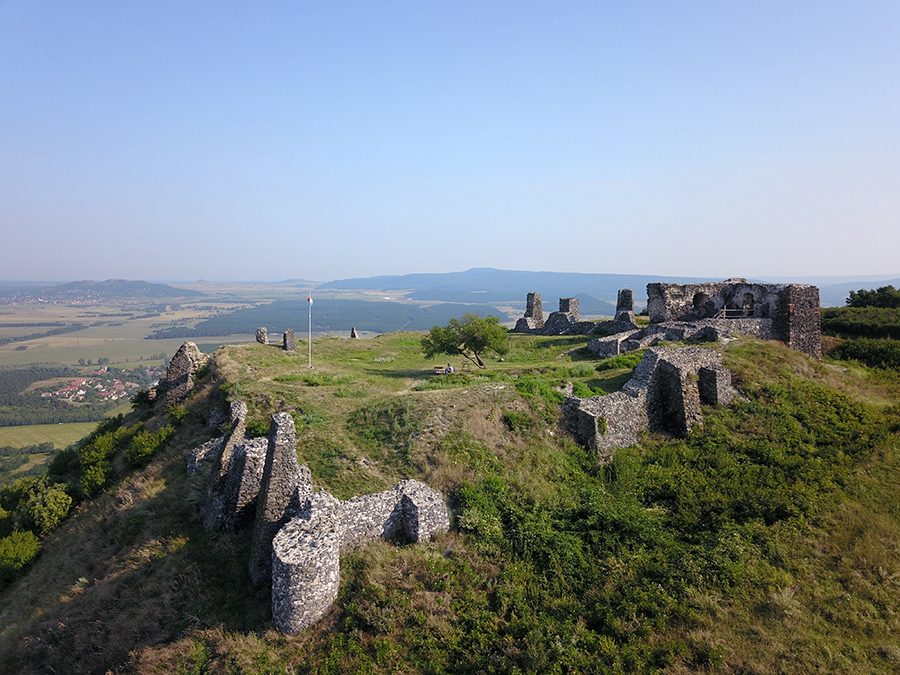
Csobánc vára - légi fotó

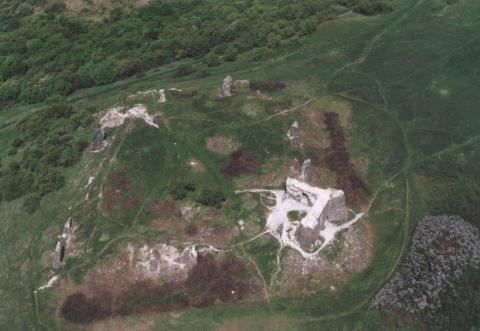
Csobánc várának omladványai madártávlatból

## Története
Magát a hegyet először 1221-ben említik oklevelek, amikor is az Atyusz nemzetség elajándékozta ott lévő szőlős területét. A 13. század első felében ismét említésre kerül, a hegyet birtokló királyi udvarnokok és diszeli nemesek pereskedése kapcsán, lévén a nemesek szőlőt telepítettek és kőépületet emeltek a hegyre. Sokan e kőépületben sejtik a vár ősét, bár oklevél még ekkor sem említ várat itt. A várról az első említést egy 1272-es oklevél teszi, de építése már az 1255 előtt elkezdődhetett. A Rátót nembeli Gyulaffy család tulajdona volt a 17. század második feléig, sokan az előbb említett diszeli nemesekben sejtik e nemesi család őseit, akik a várat emelhették. Viszont említése még a 14. század folyamán sem történik meg, csak 1420-ban.
Mátyás király 1490-ben bekövetkezett halála után Habsburg Miksa betöréseinek a vár is áldozatául eshetett volna, de Kinizsi Pál parancsára erődítménnyé kezdték alakítani, Leányfalusi Ágoston, Kinizsi somlói várnagya parancsnoklata alatt. Ennek köszönhetően később egyik török ostrom sem tudta bevenni.1491-ben özvegy Rátóti Gyulafi Lászlóné a várat átadta testvérének, Gersei Pető Jánosnak. A török-magyar végvári harcok jelentették, mint már előbb is lett említve e erősség aranykorszakát. A 16. század elején először Gyulafi István, a már előbb említett özvegy Rátóti Gyulafi Lászlóné fia birtokolta a várat, majd annak fia, a híres csobánci kapitány, Gyulafi László vette birtokba és volt egyben kapitánya. 1554-ben a török sikertelenül ostromolta, viszont az ostrom következtében egyik fala alapjaiból kidőlt. 1559-ben ismét sikertelenül ostromolták.  1562-ben innen indították az 1561-ben török kézre került Hegyesd várának sikeres ostromát. Bár az erősség folyamatosan veszélyben volt a törökök miatt és elrendelték megerősítését is, nem sok fogantja lett, csak katonáinak létszáma bővült kissé, míg állapota fokozatosan romlott. 1664-ben a törökök által elveszített szentgotthárdi csatába és visszafelé is a vár előtt vonult el a török sereg. Evlija Cselebi történetíró ekkor említést tesz a várról, a védők 50 ágyúlövést adtak le a sereg elvonulásakor.
1669-ben a herceg Esterházy család vásárolta meg. Bécsben a lerombolása mellett döntöttek, de a Rákóczi-szabadságharc kitörése ezt megakadályozta. Itt szolgált a szabadságharc kitörése előtt gyalogos tisztként a később legendássá vált Béri Balogh Ádám is. 1705-ig császári katonaság tartotta birtokban, de Domonkos Ferenc és Kisfaludy László kuruc csapatai elfoglalták. A vár ellen a legnagyobb ostrom 1707. február 25-én következett be. Jean Rabutin császári tábornagy sikertelenül próbálta meg elfoglalni mintegy ezerfős seregével. Szász Márton kuruc vicehadnagy vezetésével egy körülbelül 30 fős helyőrség, 30 főnyi bemenekült nemes, illetve asszonyok és gyermekek védekeztek. Az ellenséges, osztrákokból, szerbekből, labanc-magyar és dán katonákból álló sereg majdnem 400 főt veszített el a csata során, köztük 52 tisztet. Végül 1709-ben került ismét császári kézbe a vár, ekkor kezdődött meg robbantásos rombolása. 1722-ben már mint romot említik csak, mellette említve a Gyulafiak régi udvarházát, lenn a faluban.
1861-ben Rómer Flóris meglátogatta, felmérte a várat. Feltárására 1953-ban indultak meg régészeti, feltárási kutatások, majd 1984-ben felméréseket végeztek ám napjainkra rettenetes állapotba került, megóvása, felújítása sürgős tennivalókat kíván. E célból egy helybeli baráti társaság létrehozta a Csobánc Váráért Alapítványt 2003 májusában. 2007 és 2011 között újabb régészeti és feltárási munkálatok történtek. A vár a Nemzeti Várprogram harmadik ütemének helyszíne. Felújítását 2017/2018-tól kezdődően tervezik.

## Az irodalomban
A csobánci vár több költőt és írót is megihletett a 19. század első felében. 1807-ben Kisfaludy Sándor verses epikát írt Csobánc címen. 1845-ben jelent meg Kis János visszaemlékezése életéről, melyben Csobáncot is megemlíti: „Egyszer kétszer felmentem a csobánci és hegyesdi várok omladványaihoz is, s a magasról a paradicsomhoz hasonlítható környéket szemléltem, vagy elmélkedésemmel a régi idők történeteibe merültem”. Vachott Sándor Balaton vidékén című versében elragadtatással írt Csobánc, a Tátika és Rezi látványáról.

## Képgaléria

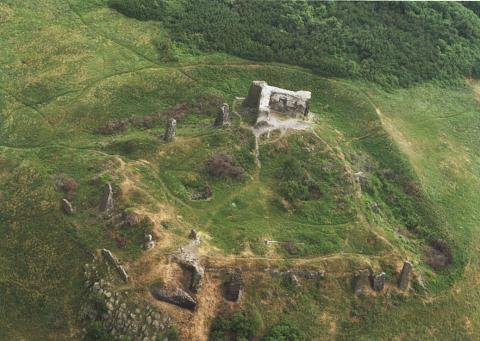
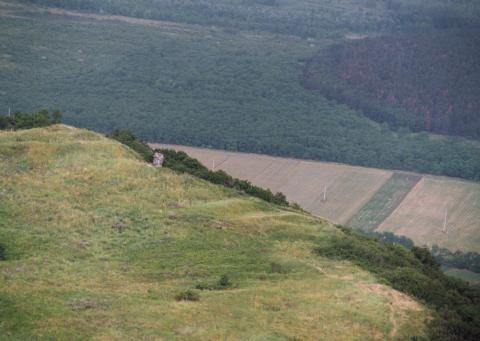
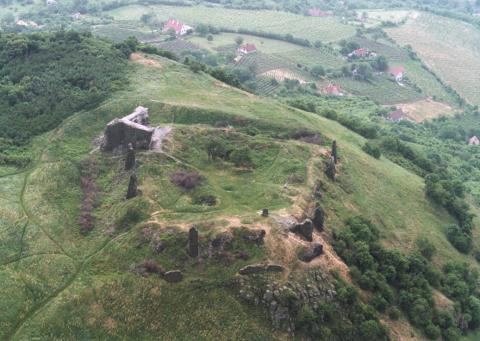
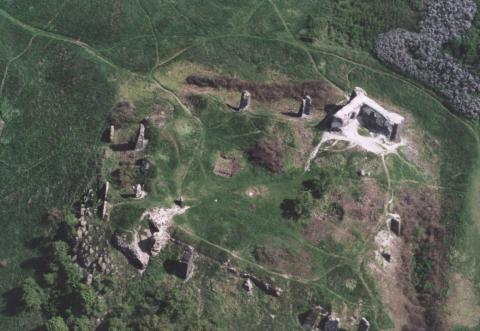
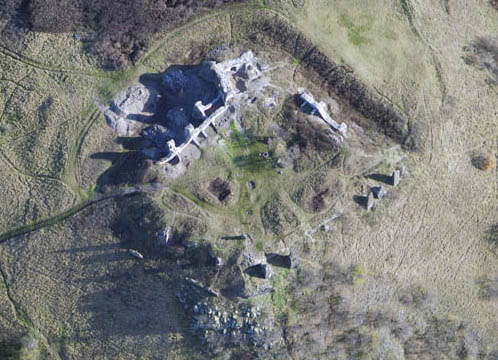